# Kevin Patrick Dowling
Kevin Patrick Dowling CSsR (Pretória, 14 de fevereiro de 1944) é um ministro sul-africano e bispo católico romano emérito de Rustenburg.
Kevin Patrick Dowling entrou na Congregação Redentorista e foi ordenado sacerdote em 9 de julho de 1967.
Em 2 de dezembro de 1990, o Papa João Paulo II o nomeou Bispo de Rustenburg. O Arcebispo de Durban, Denis Eugene Hurley O.M.I., concedeu a consagração episcopal em 27 de janeiro de 1991; Os co-consagradores foram George Francis Daniel, Arcebispo de Pretória e Bispo do Ordinariato Militar Sul-Africano, e Lawrence Patrick Henry, Arcebispo da Cidade do Cabo.
Em 25 de novembro de 2020, o Papa Francisco aceitou a renúncia de Kevin Patrick Dowling por motivos de idade.